# سولي - مورلون (مترو باريس)
سولي - مورلون (بالفرنسية: Sully – Morland)‏ هي محطة مترو تابعة لمترو باريس تقع في فرنسا في الدائرة الرابعة في باريس.[بحاجة لمصدر]